# Файнс-Тиффин, Хиро
Хи́ро Бо́регар Фо́лкнер Файнс Ти́ффин (англ. Hero Beauregard Faulkner Fiennes Tiffin; род. 6 ноября 1997, Лондон, Англия) — английский актёр, модель и продюсер, наиболее известный по ролям Хардина Скотта в мелодраматической франшизе «После» и 11-летнего Тома Реддла, будущего лорда Волан-Де-Морта (роль которого исполнил его дядя — Рэйф Файнс), в фильме «Гарри Поттер и Принц-полукровка».

## Биография
Хиро Борегар Фолкнер Файнс-Тиффин родился 6 ноября 1997 года в семье режиссёров Марты Файнс и Джорджа Тиффина. Хиро — племянник актёров Рэйфа Файнса и Джозефа Файнса. У него есть брат Титан Файнс-Тиффин (род. 1995) и сестра Мерси Файнс-Тиффин (род. 2001). Хиро учился в школе Emanuel School, которую в своё время также посещали такие знаменитости, как Навин Эндрюс и Ричард Маркуанд. С детства он с друзьями болеет за футбольную команду Вест Хэм Юнайтед.
На экране Хиро впервые появился в роли Спартака в картине «Больше Бена» (2008).
Хиро получил роль в фильме «Гарри Поттер и Принц-полукровка», обойдя тысячи молодых актёров. Многие думали, что роль досталась Хиро из-за его родства с Рэйфом Файнсом, сыгравшим взрослого Лорда Волан-Де-Морта. Однако режиссёр фильма Дэвид Йейтс развеял эти слухи, сказав, что роль досталась Хиро за его «умение показать тёмные стороны человеческой натуры», «целеустремлённость и дисциплинированность», а родство с Файнсом лишь дополнило портрет «идеального Тома Реддла».
12 апреля 2019 года на экраны вышла мелодрама «После», основанная на мировом бестселлере Анны Тодд. Хиро исполнил в фильме главную мужскую роль, за что позже получил 2 награды: как «Лучший актёр драматического фильма» (Teen Choice Awards) и «Восходящая звезда» (Ischia Film Festival). В третьей, четвертой и пятой частях этой франшизы он также выступил в качестве продюсера. Помимо актерской деятельности, Файнс-Тиффин подписал контракт с «Storm Management» и работал моделью. В ноябре 2019 года он стал лицом аромата Сальватор Феррагамо СпА, Феррагамо (Salvatore Ferragamo SpA, Ferragamo), а в 2023 году начал сотрудничать с «David Yurman», компанией украшений.
В 2024 году он с друзьями участвовал в клипе британского певца Хака Бейкера на песню Luvly. Также в этом году он с другими известными людьми участвовал в праздничной рекламе украшений от David Yurman House of Joy (Дом радости).
18 октября в мире и 1 ноября 2024 года в кинотеатрах и на Prime Video вышел документальный фильм о создании книги и франшизы После По ту сторону После или After. Только фанатам (Beyond After).
25 апреля 2025 года на лондонском стадионе прошел благотворительный матч знаменитостей, в котором он хотел участвовать, по сбору средств для благотворительной организации по охране психического здоровья и благополучия. Однако он не смог там поучаствовать из-за временной болезни.
В 2025 году в июне он с игроками Вест Хэма играл в международном чемпионате 7х7 в Северной Каролине. Билеты были в продаже.

## Фильмография
| Год  |   | Русское название                                              | Оригинальное название                    | Роль                |
| ---- | - | ------------------------------------------------------------- | ---------------------------------------- | ------------------- |
| 2008 | ф | Больше Бена                                                   | Bigga Than Ben                           | Спартак             |
| 2009 | ф | Гарри Поттер и Принц-полукровка                               | Harry Potter and the Half-Blood Prince   | 11-летний Том Реддл |
| 2012 | ф | Рядовой Писфул                                                | Private Peaceful                         | Юный Чарли          |
| 2016 | ф | Владение с намерением продать                                 | Possession with Intent to Supply (PWITS) | Джек                |
| 2017 | ф | ERDEM X H&M Тайная жизнь цветов                               | ERDEM X H&M The Secret Life of Flowers   | Адам                |
| 2018 | с | Безопасность                                                  | Safe                                     | Йоан Фуллер         |
| 2018 | с | Туннель                                                       | The Tunnel                               | Лео                 |
| 2019 | с | Зачистка                                                      | Cleaning Up                              | Джейк               |
| 2019 | ф | После                                                         | After                                    | Хардин Скотт        |
| 2020 | ф | После. Глава 2                                                | After We Collided                        | Хардин Скотт        |
| 2020 | ф | Договор молчания                                              | Silencing                                | Брукс               |
| 2021 | ф | После. Глава 3                                                | After We Fell                            | Хардин Скотт        |
| 2022 | ф | После. Долго и счастливо                                      | After Ever Happy                         | Хардин Скотт        |
| 2022 | ф | Первая любовь                                                 | First Love                               | Джим Олбрайт        |
| 2022 | ф | Женщина-король                                                | The Woman King                           | Санто Феррейра      |
| 2022 | ф | Парень с того света                                           | The Loneliest Boy in the World           | Митч/зомби          |
| 2023 | ф | После. Навсегда                                               | After Everything                         | Хардин Скотт        |
| 2024 | ф | Министерство неджентльменских дел                             | The Ministry of Ungentlemanly Warfare    | Генри Хейс          |
| 2024 | ф | По ту сторону После или After. Только фанатам, документальный | Beyond After                             | играет самого себя  |
| 2025 | ф | Представь себе это (изобрази это, сделай снимок)              | Picture this                             | Чарли               |
|      | ф | Над пропастью                                                 | Above the below                          | Родос               |
|      | ф | Мистер Смит                                                   | Mr. Smith                                | Калеб Смит          |
|      | ф | Подъем                                                        | The Climb                                | уточняется          |
|      | с | Молодой Шерлок                                                | Young Sherlock                           | Шерлок Холмс        |
|      | ф | Издавать звук, шум                                            | Making noise                             | уточняется          |

## Награды и номинации
| Год  | Работа | Награда              | Категория                          | Результат |
| ---- | ------ | -------------------- | ---------------------------------- | --------- |
| 2019 | После  | Teen Choice Awards   | Лучший актёр драматического фильма | Победа    |
| 2019 | После  | Ischia Film Festival | Восходящая звезда                  | Победа    |